# Drew Houston
Andrew W. Houston ( /ˈhaʊs.tn̩/; nacido el 4 de marzo de 1983) es un empresario estadounidense de Internet y cofundador y director ejecutivo de Dropbox, un servicio de copia de seguridad y almacenamiento en línea. Según Forbes, su patrimonio neto es de unos 2.200 millones de dólares. Houston tenía el 24,4 % del poder de voto en Dropbox antes de presentar la oferta pública inicial en febrero de 2018.

## Primeros años
Houston nació en Acton, Massachusetts en 1983. Asistió a la escuela secundaria regional Acton-Boxborough en la década de 1990. Más tarde se graduó con una licenciatura en Ciencias de la Computación del Instituto Tecnológico de Massachusetts (MIT), donde fue miembro de la fraternidad Phi Delta Theta. Fue allí donde conoció a Arash Ferdowsi, quien luego se convertiría en cofundador y director de tecnología de Dropbox.

## Carrera
Houston y Ferdowsi cofundaron Dropbox en 2007. Houston actualmente es CEO y propietario del 25 % de Dropbox.
En febrero de 2020, Houston se unió a la junta directiva de Facebook, reemplazando al director ejecutivo de Netflix, Reed Hastings, quien se fue en mayo de 2019.
Houston fue nombrado uno de los "jugadores más prometedores de 30 años o menos" por Business Week, y Dropbox ha sido promocionado como la inversión más exitosa de Y Combinator hasta la fecha. Houston también fue nombrada entre los 30 mejores emprendedores menores de 30 años por inc.com, y Dropbox ha sido nombrada una de las 20 mejores empresas emergentes de Silicon Valley.

## Vida personal
Houston vive en Austin, Texas.
En abril de 2013, se lanzó un grupo de cabildeo llamado FWD.us (dirigido a cabildear por una reforma migratoria y mejoras en la educación), con Houston incluido como uno de los fundadores.
En 2016, respaldó a Hillary Clinton en las elecciones presidenciales de Estados Unidos de 2016.